# Justicia oellgaardii
Justicia oellgaardii är en akantusväxtart som beskrevs av Wassh.. Justicia oellgaardii ingår i släktet Justicia och familjen akantusväxter. Inga underarter finns listade i Catalogue of Life.